# Ульріх Лібор
Ульріх Лібор (нім. Ullrich Libor, 27 березня 1940) — німецький яхтсмен.
Срібний призер Олімпійських Ігор 1968 року в класі Летючий голандець, бронзовий призер 1972 року в класі Летючий голандець.